# 리카 (크로아티아)

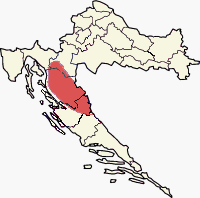
리카 지도

리카(크로아티아어: Lika)는 크로아티아의 중앙크로아티아 지방을 구성하는 지역 가운데 하나로 면적은 5,000km2, 인구는 약 50,000명이다. 리카센주, 카를로바츠주, 자다르주 사이에 걸쳐 있으며 남서쪽에 위치한 벨레비트산맥(Velebit), 북동쪽에 위치한 플레셰비차산맥(Plješevica)에 둘러싸여 있다.